# Orient József

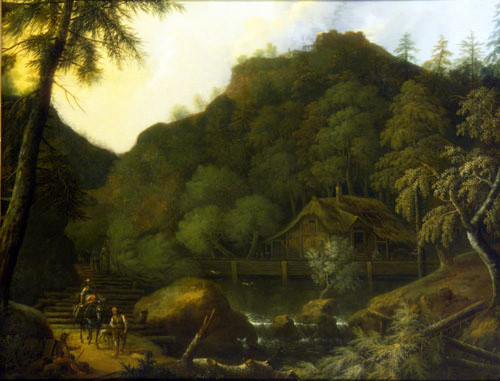
Tájkép vízimalommal (MNG)

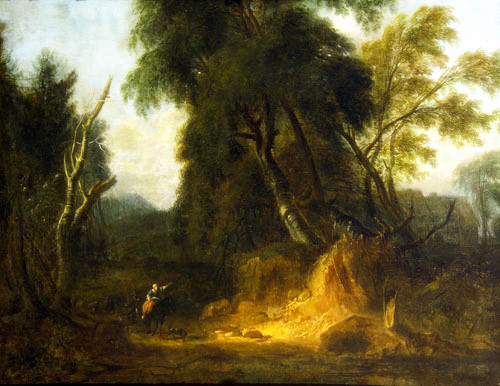
Tájkép (MNG)

Orient József  (Joseph Orient) (Feketeváros, 1677. április 27. – Bécs, 1747. március 17.) magyar festő. A késő barokk kor jeles tájképfestője.

## Életpályája
A bécsi képzőművészeti akadémián tanult, mestere Anton Faistenberger osztrák tájképfestő volt, az ő tanításai és példája nyomán tájképeket festett.  Bécsben működött, 1703-ban megnősült, 1704-ben I. Lipót császár kinevezte a bécsi képzőművészeti akadémia aligazgatójának. 1733 körül Sachsenben és Frankfurt am Mainban iskolát nyitott, számos tanítványa volt, például Franz de Paula Ferg (1689-1740) életkép- és tájképfestő.

## Művészete
Néhány képén a figurák Fary és Janeck festőktől valók. Orient gyakran magaslatokról festett hegyvidékeket, völgyeket homorú tükörre különböző napszakokban, évszakokban, ezekkel nagy sikert aratott az előkelő közönség körében. Bécs külvárosainak (például Schönbrunn) megfestésével működését további sikerek koronázták. Képeinek legnagyobb része végül a bécsi, a prágai és a stuttgarti gyűjteményekbe került. 3 tájképét a nagyszebeni Brukenthal-múzeum őrzi. Nemes Marcell műgyűjtő és műkereskedő ajándékaként került két tájképe a Szépművészeti Múzeumba, majd onnan a Magyar Nemzeti Galériába.